# Amazonas (Kolumbia)
Amazonas jest największym (pod względem powierzchni) z departamentów Kolumbii. Leży na południu kraju, obejmuje 11 gmin. Stolicą departamentu Amazonas jest miasto Leticia. Nazwa departamentu pochodzi od amazońskich lasów deszczowych porastających większość jego obszaru.

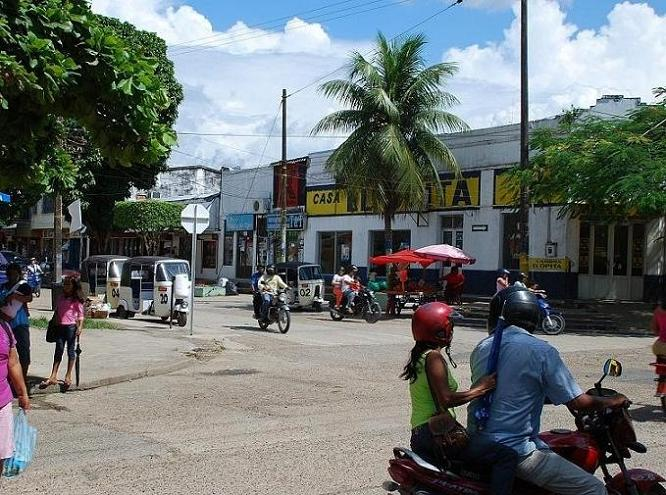
Leticia, stolica departamentu Amazonas

## Gminy
1. Leticia zał. IV 1867, pow. 5 968 km², 32 450 mieszk. (2005), gęst. 5,44 os./1 km²; wys. 84–96 m n.p.m., temp.: +24 do +27 °C, opady 3 253 mm, odl. do stolicy państwa 730 km
2. Puerto Nariño zał. VIII 1961, pow. 1 874 km², 7 200 mieszk., gęst. 3,84 os./1 km²; wys. 40–159 m n.p.m., temp.: +26 do +30 °C, opady 2 646,5 mm; odl. do stolicy departamentu 87 km
3. El Encanto zał. XII 1951, pow. 12 686 km², 4 376 mieszk., gęst. 0,34 os./1 km²; wys. 140–158 m n.p.m., temp. +25,5 °C; odl. do stolicy departamentu 408 km
4. Tarapacá zał. 1909, pow. 1 443 km², 3 950 mieszk. (2005), gęst. 2,74 os./1 km²; wys. 1 675 m n.p.m., temp. +19,4 °C
5. La Pedrera zał. 1935, 3 711 mieszk. (2005), wys. 100 m n.p.m.
6. Puerto Santander 2 295 mieszk., wys. 99 m n.p.m.
7. La Chorrera zał. 1972, 2 207 mieszk., wys. 109–184 m n.p.m., temp. +20,5 °C
8. Mirití-Paraná zał. 1935, pow. 1 443 km², 1 613 mieszk., gęst. 1,12 os./1 km²; wys. 100 m n.p.m.
9. Puerto Nariño zał. 1981, pow. 1 443 km², 1 513 mieszk., gęst. 1,05 os./1 km²; wys. 120 m n.p.m.
10. Puerto Arica 1 343 mieszk., wys. 96 m n.p.m.
11. La Victoria pow. 1 443 km², 1 029 mieszk. (2008), gęst. 0,71 os./1 km²; największa osada: Puerto Esmeralda (52 mieszk.)